# Sepetçiler Köşkü

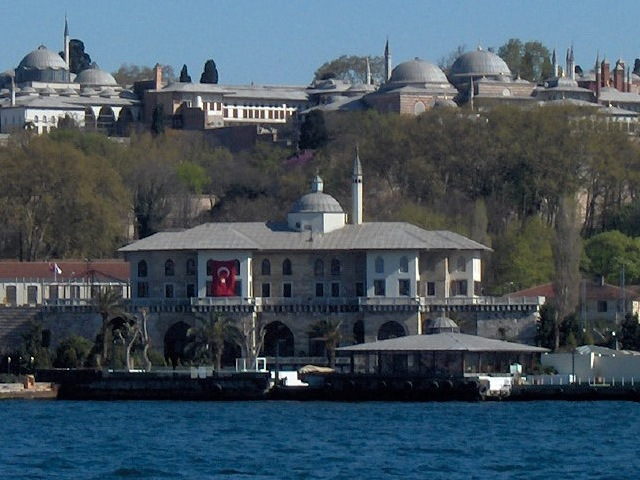
Der Sepetçiler Köşkü an der Mündung des Goldenen Horns in den Bosporus.

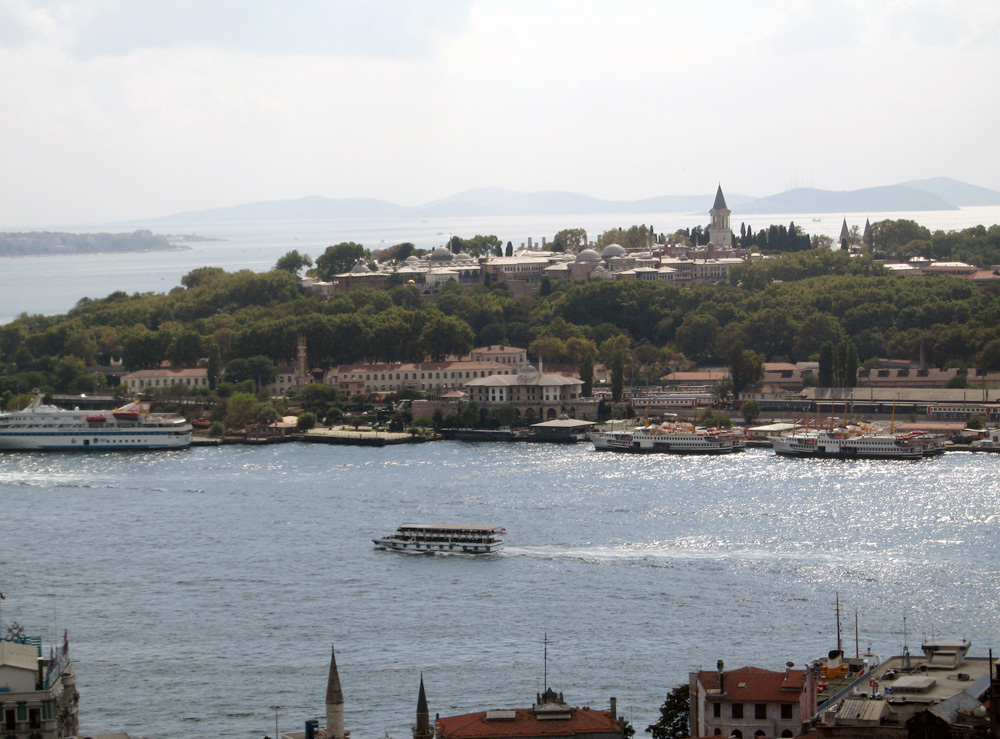
Blick vom Galata-Viertel auf den Sepetçiler Köşkü und den Topkapı-Palast

Der Sepetçiler Köşkü (dt. Korbmacher-Kiosk), auch Sepetçiler Kasrı (Sepetçiler-Pavillon) ist ein ehemaliges osmanisches Lustschloss am Südufer des Goldenen Horns in Sirkeci in Istanbul.

## Lage
Das kaiserliche Gebäude, ehemals Teil des Topkapı-Palasts, wurde auf der ehemaligen Seemauer Konstantinopels am „Marmortor“ (türkisch Yalıköşkü Kapısı) unterhalb des Hügels mit dem Topkapı-Palasts erbaut. Es wurde neben dem nicht mehr existenten Yalı Köşkü erbaut, einem Pavillon direkt am Ufer des Goldenen Horns, der von Selim I. errichtet worden war für Besprechungen des Sultans mit den Kapudan Paschas (Oberkommandierender der osmanischen Flotte) und für Verabschiedungen bzw. Begrüßungen der Flotte bei Ein- und Ausfahrten aus dem Goldenen Horn. Außerdem lag hier die kaiserliche Flotte unter Anker, bis der Pavillon beim Bau der Eisenbahn und des Bahnhofs Sirkeci vom Palastgelände abgeschnitten wurde.

## Geschichte
Der kleine Palast wurde 1591 von Großwesir Koca Sinan Pascha unter Sultan Murad III. begonnen und von dem Großwesir Serdar Ferhad Pascha fertig gestellt. Die Pläne stammten von dem Hofarchitekten Kasım Ağa. Es ist das einzige noch bestehende Gebäude einer Reihe von Pavillons und Palästen in der äußersten Hofanlage des Topkapı-Palasts. Nach einer Inschrift am Türbogen wurde der Palast im Jahr 1643 unter Sultan İbrahim neu errichtet und 1739 unter Sultan Mahmut I. erneut errichtet.
Das Gebäude wurde im 19. Jahrhundert nach Umbauten zu einem Lager. In der Anfangszeit der Republik wurde es als Militärapotheke genutzt und stand dann lange leer. Nach einer umfassenden Renovierung im Jahr 1980 diente das Gebäude erst als Sitz des Internationalen Pressebüros der türkischen Regierung für die ausländische Presse. Nach erneuten Restaurierungsarbeiten war das Haus auch Restaurant und Tagungsort unter Leitung der Swissôtel Hotels & Resorts und Sitz des Projektbüros für Istanbul als Kulturhauptstadt Europas (2010) bis Juni 2011.
Seit 2011 ist das Gebäude Sitz des türkischen Grünen Halbmondes, einer Nichtregierungsorganisation, die sich gegen Tabak, Alkohol und andere Drogen einsetzt.

## Architektur
Der viergeschossige Palast wurde aus massiven Werksteinen auf der alten Stadtmauer erbaut und besitzt geräumige Säle mit hohen Holztüren. Die ehemalige Stadtmauer ist von mächtigen Spitzbögen durchbrochen. Während die Fenster sonst rechteckig sind, wurden im obersten Geschoss Spitzbogenfenster eingesetzt. Mehrere Risalite gliedern die Fassade. Im Zentrum des Daches sitzt auf einem oktogonalen Tambour eine Kuppel. Daneben sitzt ein minarettähnlicher Turm mit Spitzhaube. Das Gebäude bietet einen Panoramablick auf das Goldene Horn mit der Galata-Brücke, den Galata-Turm, Karaköy und den Bosporus. Renovierungsarbeiten, die anhand alter Bilder durchgeführt wurden, ermöglichten die Wiederherstellung des ursprünglichen Zustands des Gebäudes.
Das Innere ist prachtvoll ausgestattet mit rotem Marmor aus Darıca and Rusçuk, die Fliesen stammen aus İznik und die Eisenteile aus Samakoy und Salonika.